# 亚洛韦茨山
亚洛韦茨山（Jalovec）是朱利安阿尔卑斯山脉的一座山峰，海拔高度为2,645米，为斯洛文尼亚第七高峰。 